# Barrage du Saut-Mortier
Le barrage du Saut-Mortier est un barrage situé au lieu-dit du Saut-Mortier à Cernon, sur la rivière de l'Ain, dans le département du Jura, en France.

## Histoire
Construit de 1898 à 1901, son alimentation se fait par un canal d'environ 1,5 kilomètre, puis de 1903 à 1906, le lac de Chalain, plusieurs dizaines de kilomètres en amont, est aménagé en réserve d'eau pour lui.
Deux centrales se sont succédé au barrage : la centrale du Saut-Mortier I d'origine et la centrale du Saut-Mortier II édifiée en 1908 et 1909 au pied du barrage. Cette dernière centrale est gérée par celle du barrage de Vouglans proche.
La centrale restante est inscrite à l'inventaire général du patrimoine culturel (IGPC) depuis 1991.
Depuis 2017, la centrale est ouverte aux visiteurs en été,,.
En 2022, EDF a pour projet d'aménager le cours de l'Ain pour permettre le pompage-turbinage vers l'amont jusqu'au lac de Vouglans d'une partie du débit de la Bienne qui, naturellement, se dirige dans le lac de Coiselet : pour ce faire, la création d'une voie de remontée latérale au barrage du Saut-Mortier est à l'étude.

## Caractéristiques
Le barrage de Saut-Mortier est un barrage de type "poids" d'une hauteur de 20 m .
Sa capacité de production est équitablement répartie entre les 2 turbines Kaplans qui composent la centrale électrique : elles peuvent chacune délivrer jusqu'à 22 000 kW de puissance électrique.
La retenue d'eau formée par l'ouvrage a un volume total de 1,8 million de m3, dont 1,3 million de m3 de volume utile (différence entre le volume maximal et minimal en fonctionnement normal de la centrale hydroélectrique).